# Clerithes diabolicus
Clerithes diabolicus är en insektsart som beskrevs av Marius Descamps 1977. Clerithes diabolicus ingår i släktet Clerithes och familjen Thericleidae. Inga underarter finns listade i Catalogue of Life.